# Africa Cup 1C 2016
La Africa Cup 1C del 2016 se disputó como un triangular a una ronda en julio de ese año, los partidos se llevaron a cabo en el estadio del Club Olympique (C.O.C.) de la ciudad marroquí de Casablanca.
Participó la selección de Nigeria que venía jugando en este nivel, la de Mauricio que descendió del nivel B 2015 y el equipo local que no disputó ningún torneo la temporada pasada.

## Equipos participantes
- Selección de rugby de Marruecos (Los Leones del Atlas)
- Selección de rugby de Mauricio
- Selección de rugby de Nigeria

## Posiciones
| Pos. | Equipo    | Encuentros | Encuentros | Encuentros | Encuentros | Tantos  | Tantos    | Tantos     | Puntos Bonus | Puntos Totales |
| Pos. | Equipo    | jugados    | ganados    | empatados  | perdidos   | a favor | en contra | diferencia | Puntos Bonus | Puntos Totales |
| ---- | --------- | ---------- | ---------- | ---------- | ---------- | ------- | --------- | ---------- | ------------ | -------------- |
| 1    | Marruecos | 2          | 2          | 0          | 0          | 121     | 13        | + 108      | 2            | 10             |
| 2    | Nigeria   | 2          | 1          | 0          | 1          | 41      | 74        | - 33       | 1            | 5              |
| 3    | Mauricio  | 2          | 0          | 0          | 2          | 24      | 99        | - 75       | 0            | 0              |

Nota: Se otorgan 4 puntos al equipo que gane un partido y 2 al que empate
Puntos Bonus: 1 punto por convertir 4 tries o más en un partido y 1 al equipo que pierda por no más de 7 tantos de diferencia
|  | Campeón y clasifica a la Silver Cup 2017 |

## Resultados

### Primera fecha
| 10 de julio | Mauricio | 3 - 68  | Marruecos |                               |                               |
|             |          | Reporte |           | Asistencia: 1700 espectadores | Asistencia: 1700 espectadores |

### Segunda fecha
| 13 de julio | Nigeria | 31 - 21 | Mauricio |                               |                               |
|             |         | Reporte |          | Asistencia: 1000 espectadores | Asistencia: 1000 espectadores |

### Tercera fecha
| 16 de julio | Marruecos | 53 - 10 | Nigeria |                               |                               |
|             |           | Reporte |         | Asistencia: 2500 espectadores | Asistencia: 2500 espectadores |

| Bandera de Marruecos               |
| Campeón de Africa Cup 1C Marruecos |
| Primer título                      |